# بيلي بينتون
بيلي بينتون (بالإنجليزية: Billy Benton)‏ (5 ديسمبر 1895 بوالسال في المملكة المتحدة - 1967) هو لاعب كرة قدم بريطاني (وحمل سابقاً جنسية المملكة المتحدة لبريطانيا العظمى وأيرلندا) في مركز الوسط. لعب مع نادي بلاكبول ونادي روتشديل ونادي والسول وفليتوود تاون وRossendale United F.C. ‏.